# Зеротрейсер

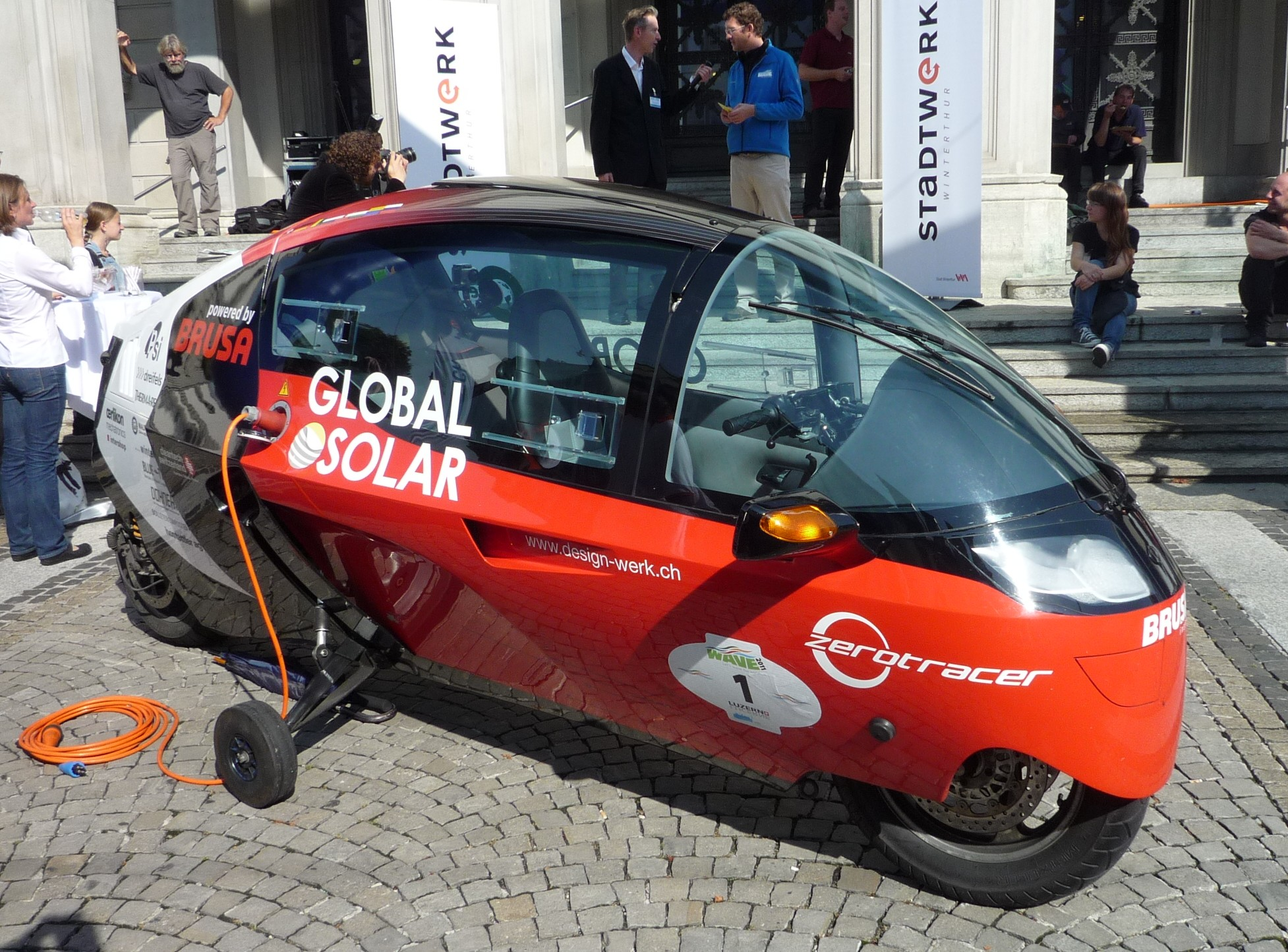
Зеротрейсер

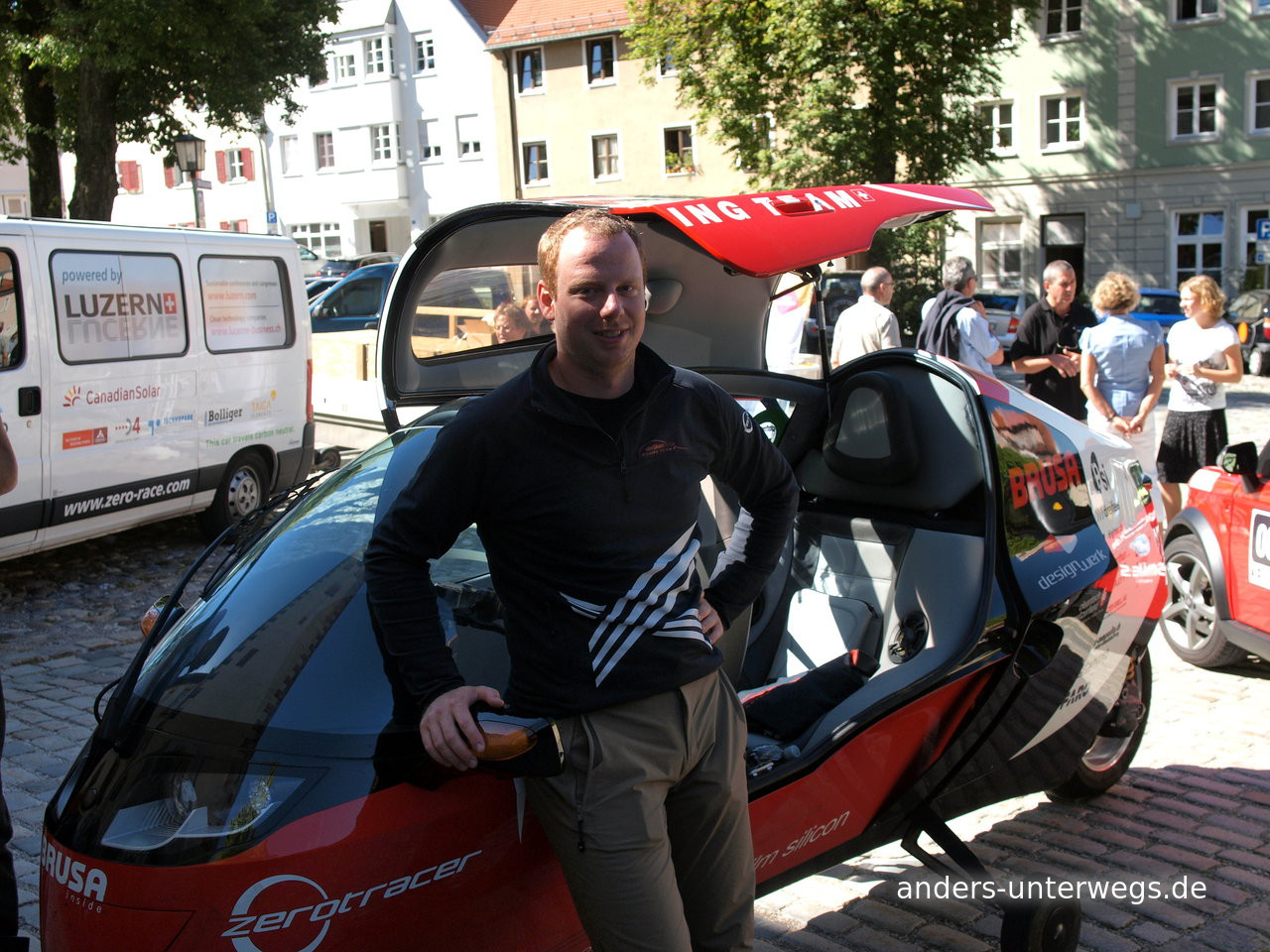
Зеротрейсер команди Orlikon Solar Racing на змаганнях 2010 року у Ландсбергу-ам-Лех

Зеротрейсер — це електроавтомобіль, спеціально побудований для гонки «Zero Emissions Race», що проходила по всьому світу впродовж 2010-2011-х років. Транспортний засіб має два сидіння в закритій кабіні, в той час, як за принципом водіння він більше схожий на мотоцикл.
Гонка розпочалася під патронатом ЮНЕПу, 16 серпня 2010 року, прямо перед Палацом Націй у Женеві, де вона і закінчилася 24 лютого 2011-го року. Очевидно, 80-денна подорож була натхненна романом Жуля Верна. З трьох автомобілів, які завершили змагання, Зеротрейсер переміг, набравши найбільшу кількість балів.
Маршрут гонки «Zero Emission Race»
Женева — Брюссель — Берлін — Київ — Москва — Челябінськ — Алмати — Урумчі — Шанхай — Ванкувер - Західне Узбережжя США — Канкун (місто, де проходила Конференція Організації Об'єднаних Націй з приводу обговорення Кліматичних Змін у 2010 році) — Касабланка — Женева.
Загальний опис та можливості
Це диво техніки здатне долати 450 км на одній підзарядці, розганятися до 250 км/год та набирати швидкість від 0 до 100 км/год за 4,5 секунди. Що схоже на нинішні елітні бензинові супер кари.
Продуктивність і розвиток
Зеротрейсер подолав маршрут від Женеви до Шанхаю без зупинок, які могли бути спричиненні технічними проблемами.
Це сталося завдяки його повністю розробленій концепції, що базується на Монотрейсері, — дуже схожій розробці, яка використовує бензиновий двигун.
Компанія Designwerk оцінює продуктивність автомобіля.